# Национална мрежа на родителите
Национална мрежа на родителите е сдружение за защита на гражданските права и свободи на родители и деца, създадена от група заинтересовани родители през 2012 година.
Тя обединява родители, които приемат отговорността за децата си като лична кауза. Тази кауза изисква отстояване неприкосновеността на семейния живот и свободата на родителите да възпитават и образоват децата си според своите убеждения.
В България национални координатори на Националната мрежа на родителите са Николай Дренчев и Явор Ганчев, председател на Управителния съвет е Гаяне Минасян. Националната мрежа има местни организации във Варна, Велико Търново, Габрово и Пазарджик. Сдружението е организатор на Форума за Демократично образование, който се провежда през 2014 и 2016 г. в София.